# Kusum Kanguru
Kusum Kanguru är ett berg i Khumbu-regionen av Himalaya i Nepal. Toppen ligger på 6 367 meter över havet och ingår i den del av Himalaya som kallas Mahalangur Himal. 

## Beskrivning
Bergsryggen sträcker sig huvudsakligen i nord-sydlig riktning och reser sig mellan floden Dudh Khosi i väster och Hinkudalen i öster. Berget avvattnas via Kusum Khola som flyter västerut och förenar sig med Dudh Khosi vid Thado Koshi. Bergets namn Kusum Kanguru är sherpa-språk och betyder "Tre snövita gudar" och syftar på bergets tre toppar. De tre topparna heter East Kusuma Kanguru (6358m), Main Kusum Kanguru (6367m) och den lägsta toppen West Kusum Kanguru (5579m).
Kusum Kanguru ligger i Solukhumbu-distriktet. Närmast belägna berg är Kyashar, Thamserku, Kangtega, Mera Peak och Malangphutang, med stigande avstånd.
Berget är avrinningsområde till Ganges och därigenom till Bengaliska viken.
Väderförutsättningarna för bestigning av Kusum Kanguru är bäst i april, maj och september, oktober.

## Klättringshistorik

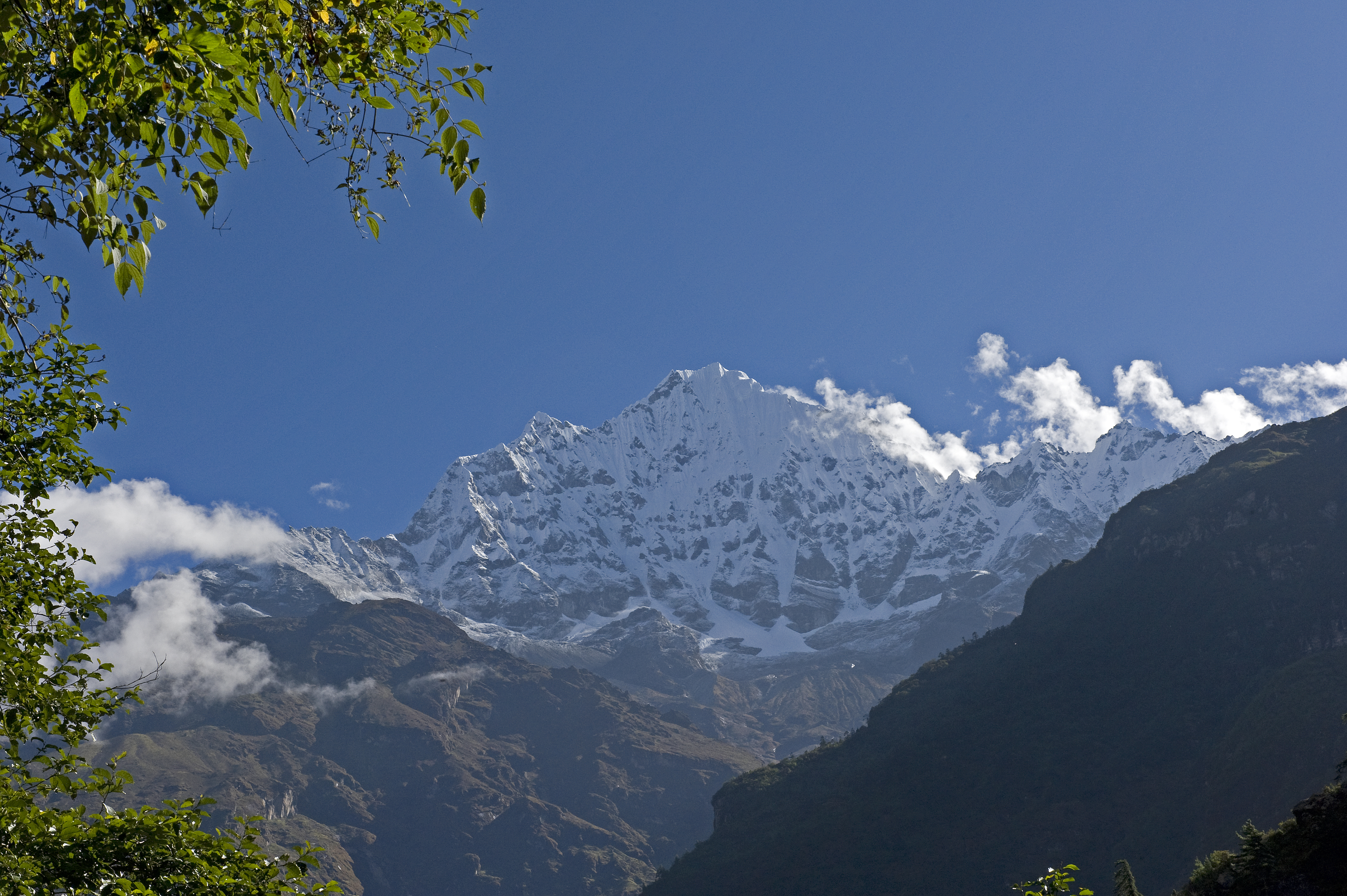
Kusum Kangurus sydöstra sida.

Fyra försök att bestiga den svårklättrade berget gjordes av en brittisk, en japansk och två nyzeeländska expeditioner, innan en japansk expedition lyckades nå den nordöstra toppen den 9 oktober 1979.
Huvudtoppen bestegs först av Bill Denz från Nya Zeeland den 7 oktober 1981, via västsidan. Detta var en soloklättring varför Denz satte flera rekord samtidigt. Fem dagar senare, den 12 oktober 1981, nådde en japansk expedition också toppen.
1988 nådde en brittisk expedition toppen via den tidigare obestigna östra väggen.
2013 blev Alexander Ruchkin och Slava Ivanov först med att nå toppen genom att klättra sydvästra sidan av Kusum Kanguru, som flertalet klättrare undvikit på grund av risken för laviner och fallande isblock. Det tog dem nio dagar, där både mat och bränsle tog slut sedan de nått toppen. Nedfarten tog fyra dygn, mest tiden utan något att dricka. På lägre höjd evakuerades de därför med helikopter. Sydvästra rutten kallas "Falling into the void" (ungefär "Att falla ner i tomrummet").